# سراجلو (كليبر)
سراجلو هي قرية في مقاطعة كليبر، إيران. عدد سكان هذه القرية هو 216 في سنة 2006.